# Lasiocampinae
De Lasiocampinae zijn een onderfamilie van vlinders uit de familie spinners (Lasiocampidae).

## Geslachtengroepen
- Argudini
- Gastropachini
- Lachneini
- Lasiocampini
- Macrothylaciini
- Odonestini
- Pinarini
- Selenepherini
- Trabaliini